# Dornbirn

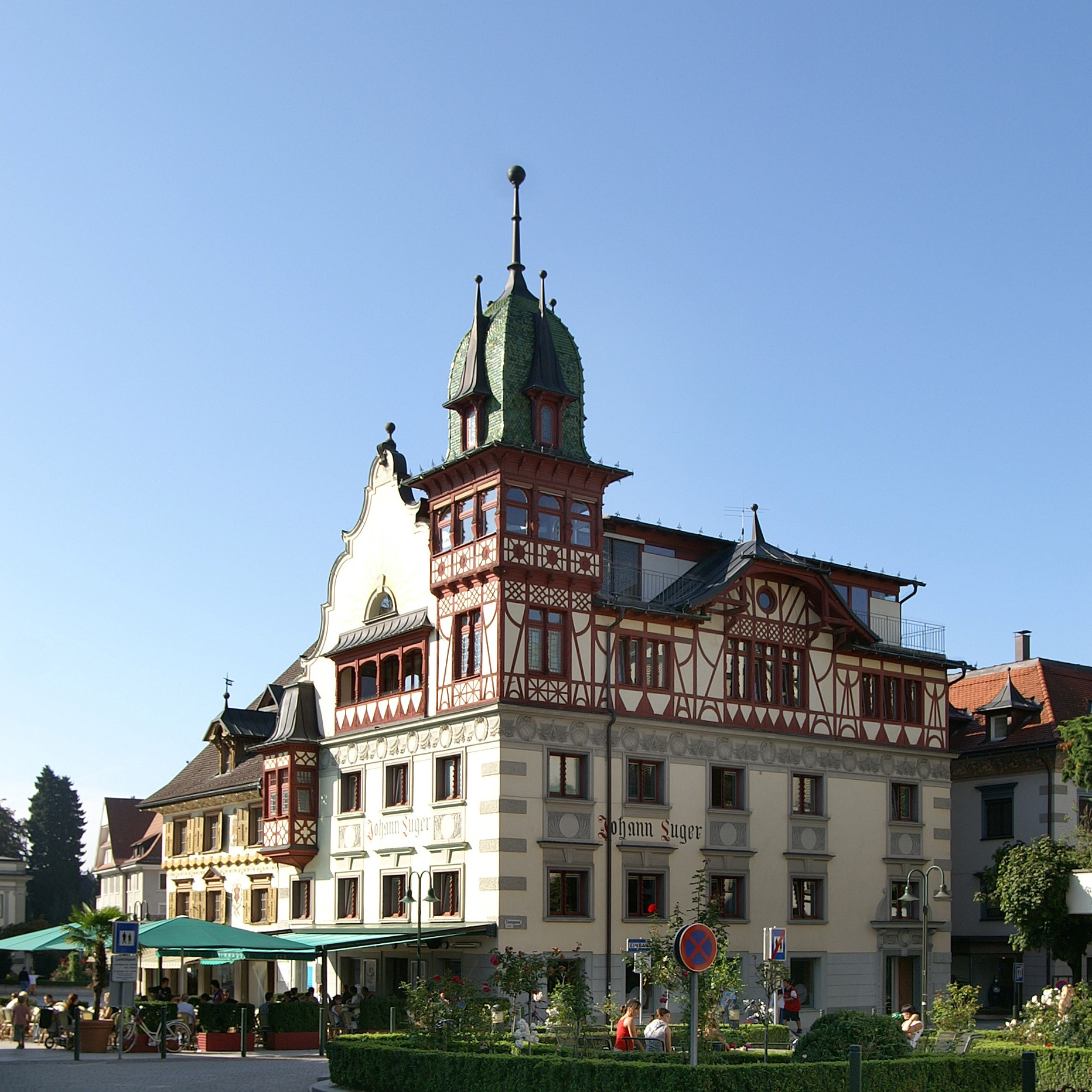
Dornbirn

Dornbirn este un oraș în Austria, în apropierea graniței cu Elveția, 
și are o populație de aproximativ 44.000 de locuitori.